# Barbacs

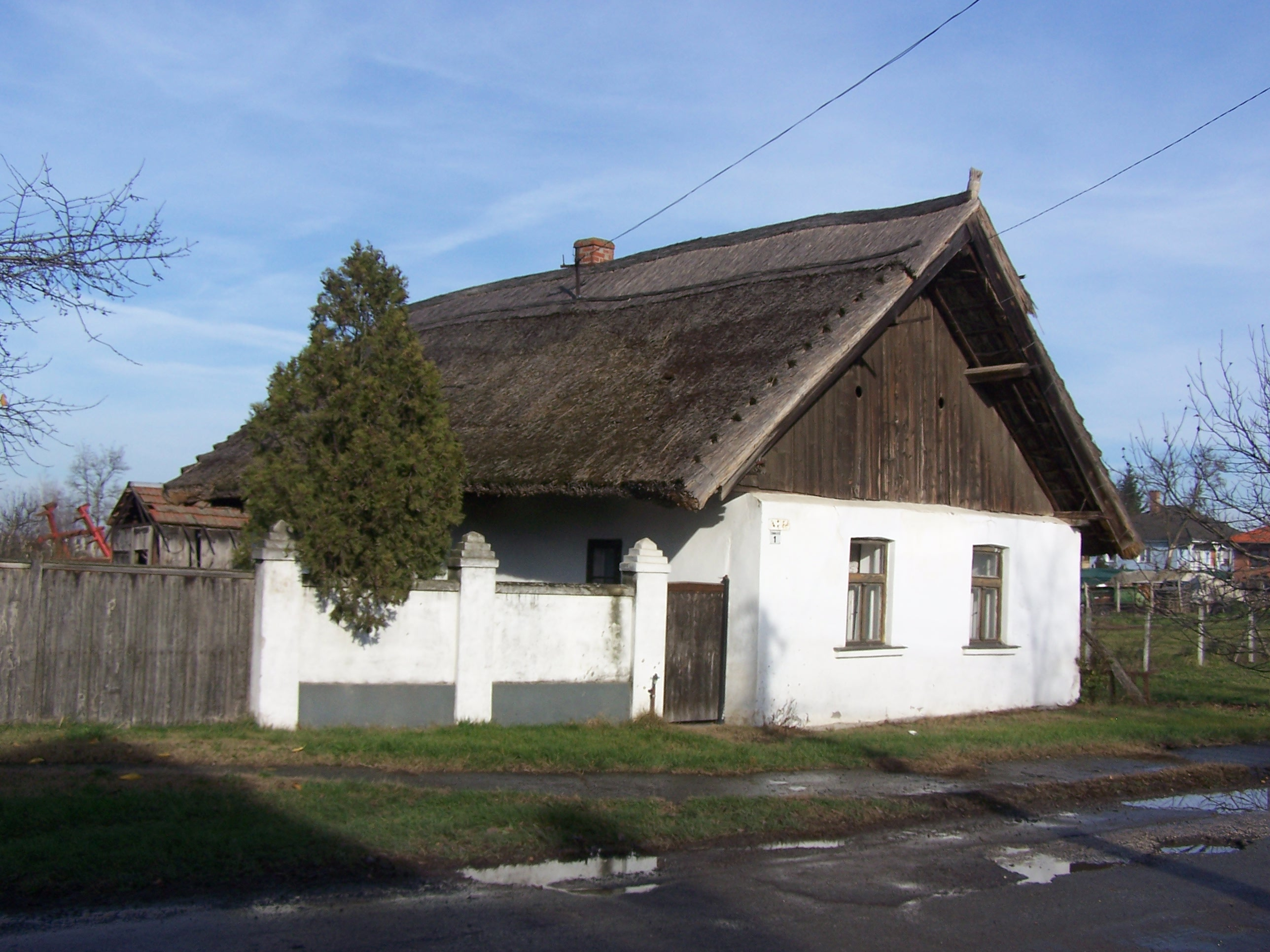
Ett gammalt hus i Barbacs.

Detta är en bild på Barbacs vapen

Barbacs är ett mindre samhälle i provinsen Győr-Moson-Sopron i Ungern. År 2001 hade Barbacs 760 invånare och år 2019 bodde det 776 personer här.